# كلوز موسر
كلوز موسر (بالإنجليزية: Claus Adolf Moser )‏ (و. 1922 – 2015 م) هو سياسي، وعالم إحصاء، وأستاذ جامعي، من المملكة المتحدة، ولد في برلين، وكان عضوًا في الأكاديمية البريطانية، توفي في خور، عن عمر يناهز 93 عاماً.

## مناصب
تولى منصب عضو مجلس اللوردات.

## التعليم
تعلم في كلية لندن للاقتصاد، وFrensham Heights School ‏.

## جوائز
حصل على جوائز منها:
- وسام ألبرت (1996)
- وسام استحقاق جمهورية ألمانيا الاتحادية (1985)
- نيشان الاستحقاق الوطني من رتبة قائد (1976)
- نيشان الحمام من رتبة فارس.